# Jabolčni zavitek
Jabolčni zavitek (pogovorno štrudelj) je pecivo iz vlečenega testa, polnjeno z jabolčnim nadevom.
Priljubljen je postal v 18. stoletju, ko se je iz Avstro-ogrskega cesarstva razširil še drugod.
Pripravljajo ga tudi na Hrvaškem, v Bosni in Hercegovini, Srbiji, Romuniji, na Češkem, Slovaškem in Madžarskem, kjer imajo zanj tudi vsak svoj izraz. Ker spada med avstrijske nacionalne jedi, ga večkrat povezujemo z avstrijsko, deloma tudi madžarsko kuhinjo. Najstarejši obstoječi recept je napisan na roke, sega pa v leto 1696. Trenutno ga hranijo v mestni knjižnici na Dunaju (Wiener Stadtbibliothek).

## Izvor besede
Beseda štrudelj je nemškega izvora - der Strudel. V visoki nemščini pomeni vrtinec.
V slovenščini smo izraz prevzeli le v pogovorni jezik, saj imamo zanj knjižno ustreznico zavitek.